# Tempio della Fortuna Muliebre
Il tempio della Fortuna Muliebre venne eretto a cinque miglia fuori Porta Capena (oggi, il luogo dove si ergeva la porta coincide con piazza Capena nei pressi del Circo Massimo a Roma) e dedicato alla dea Fortuna, per ricordare come Roma fuggì alla guerra con i Volsci, condotti da Gneo Marcio Coriolano'.

## Il tempio
Il tempio fu voluto dalle donne, quelle che con i loro pianti e suppliche erano riuscite a far desistere Coriolano dal proprio proposito di far guerra a Roma, laddove prima avevano fallito i consoli e i pontefici della Repubblica romana.
Alla richiesta di quale donativo si sarebbero ritenute soddisfatte, le donne risposero chiedendo l'edificazione di un tempio alla Fortuna Muliebre, dove poter pregare per la conclusione della guerra. Il Senato romano, allora, decretò di costruire in quel luogo, a futura memoria, con i soldi pubblici, un tempio dedicato alla Fortuna Muliebre. Prima sacerdotessa fu nominata Valeria, la donna che per prima aveva proposto di andare in delegazione da Coriolano.
Il tempio fu terminato nel 486 a.C., e fu consacrato dal console Proculo Verginio Tricosto Rutilo.